# Problèmes d'Amérique latine
 (décembre 2021).
Problèmes d'Amérique latine est une revue française sur les questions latino-américaines, destinée au chercheurs, universitaires, journalistes et, plus généralement, tous ceux qui s'intéressent à l'Amérique latine.
La revue est créée en 1964 par La Documentation française à l'initiative du sociologue Alain Touraine. Le premier numéro sort en décembre 1965. 
Au printemps 2002, l’Institut Choiseul reprend les revues Problèmes d’Amérique latine à la Documentation française qui en avait décidé l’arrêt.
Le périodique est édité par les Editions ESKA depuis 2013.
La direction de la rédaction de Problèmes d’Amérique latine est assurée par Gilles Bataillon, directeur d'études à l'EHESS et Marie-France Prévôt-Schapira, professeur à l’université Paris-VIII.